# Малатьяспор
«Малатьяспо́р» (тур. Malatya Spor Kulübü) — турецкий футбольный клуб из города Малатья. Основан в 1966 году, выступал в турецкой Суперлиге и кубке УЕФА. За прежние свои цвета — жёлтый и чёрный — клуб получил прозвище Тигры Востока. «Малатьяспор» — единственная команда из Восточной Анатолии, которая принимала участие в еврокубках. В сезоне 2003/04 клуб участвовал в первом раунде кубка УЕФА, но уступил «Базелю». Наивысшим достижением команды в Суперлиге является третье место в сезоне 1987/88. В сезоне 2005/06 «Малатьяспор» покинул Суперлигу, а по итогам сезона 2010/11 вылетел в Любительскую лигу — пятый по значимости турецкий дивизион. В сезоне 2012/13 клуб был заявлен в Суперлигу Малатьи.

## История выступлений в турецких лигах
- Суперлига: 1984-90, 2001-06
- Первая лига: 1967-68, 1973-77, 1980-84, 1990-01, 2006-09
- Вторая лига: 1968-73, 1977-80, 2009-10
- Третья лига: 2010-11
- Любительская лига: 2011-12
- Суперлига Малатьи: 2012-13

## Выступления в еврокубках
| Сезон   | Турнир     | Раунд |                | Клуб   | Счёт     |
| ------- | ---------- | ----- | -------------- | ------ | -------- |
| 2003/04 | Кубок УЕФА | 1R    | Флаг Швейцарии | Базель | 0:2, 2:1 |

- 1R — первый раунд.

## Известные игроки
- Карлос
- Илчо Наумоский
- Милан Остерц
- Тайлан Айдоган
- Окан Йылмаз
- Хелман Мкалеле

## Интересные факты
В 1998 году президентом клуба был избран Орал Челик — активист неофашистской террористической организации «Серые волки», подозреваемый в причастности к покушению на Папу Римского Иоанна Павла II.